# Wilson Phillips (album)
Wilson Phillips è il primo eponimo album in studio del trio musicale femminile statunitense Wilson Phillips, pubblicato nel 1990.

## Tracce
1. Hold On – 4:27
2. Release Me – 4:56
3. Impulsive – 4:34
4. Next to You (Someday I'll Be) – 4:57
5. You're in Love – 4:51
6. Over and Over – 4:40
7. A Reason to Believe – 4:04
8. Ooh You're Gold – 4:19
9. Eyes Like Twins – 5:03
10. The Dream Is Still Alive – 4:05